# Козаки єврейського походження
З усіх гілок козацтва єдина, яка допускала євреїв до рядів зорганізованого суспільства, — козацькі угрупування України.
У цей час була створена Хортиця на Дніпрі, де козаки створили оборонну базу проти нападів кримських татар. Фортеця ця називалася Запорозькою Січчю. Козаки об'єднали русинів грецької віри, які рятувались від польських католицьких землевласників, та втікачів, а також євреїв, які служили в рядах Запорозького війська. В 1681 головний дорадник кримського хана Ахмада Калґи написав «жалобу» польському послові Песочинському, жаліючись, що козаки Придніпров'я нападали на Крим. Песочинський відповів, що козаки не були підлеглими польського короля і що король не може відповідати за дії тих «апостатів всіх вір» — поляків, москалів, волохів, турків, татар та євреїв, які були серед них.
В документі Йоела Саркеса є згадка про козака «Бераха-героя» який воював разом з козаками проти москалів, та про Ілляша Караїмовича, що був одним з офіцерів і став старостою реєстрових козаків після страти Павлюка.
В 1930 р. велика кількість документів на івриті була знайдена істориком та філологом Саулом Боровим в архівах Запорозької Січі, збережених в Москві. Ці документи розповідали про зовнішні фінансові справи Запрозької Січі і свідчать не тільки про існування євреїв у вищих колах козацького суспільства, але також про існування полків, які включали велику кількість євреїв. Ці матеріали стали основою докторської дисертації Борового, яка була захищена в Одесі в 1940 р. Перші дві її частини були надруковані в 1940 в Ленінграді та в 1941 в Москві. Третя частина не була надрукована через антисемітський клімат, який встановився в СРСР після Другої Світової Війни.
В старовинних думах кобзарі згадували про полковника єврейського походження Матвія Боруховича (1647). Інші козацькі прізвища, які свідчать про єврейське походження — Герцик, Осипов-Перехрест, Крижанівський, Маркевич, Маркович та ін.
Козаки Запорозької Січі в той час не дивилися на єврейське населення негативно (аж до часів Северина Наливайка) і приймали євреїв до рядів козацтва до часів міграції польських мазурів, яка принесла негативне ставлення до євреїв під час правління короля Сигізмунда III (1587—1632). Сигізмунд під впливом єзуїтів прийняв їхні негативні думки відносно єврейства. Верхні кола польського суспільства покладалися на орендарів-євреїв для догляду за їх маєтками, і це спричинило негативне ставлення до євреїв у народі взагалі.